# Robert W. Sennewald

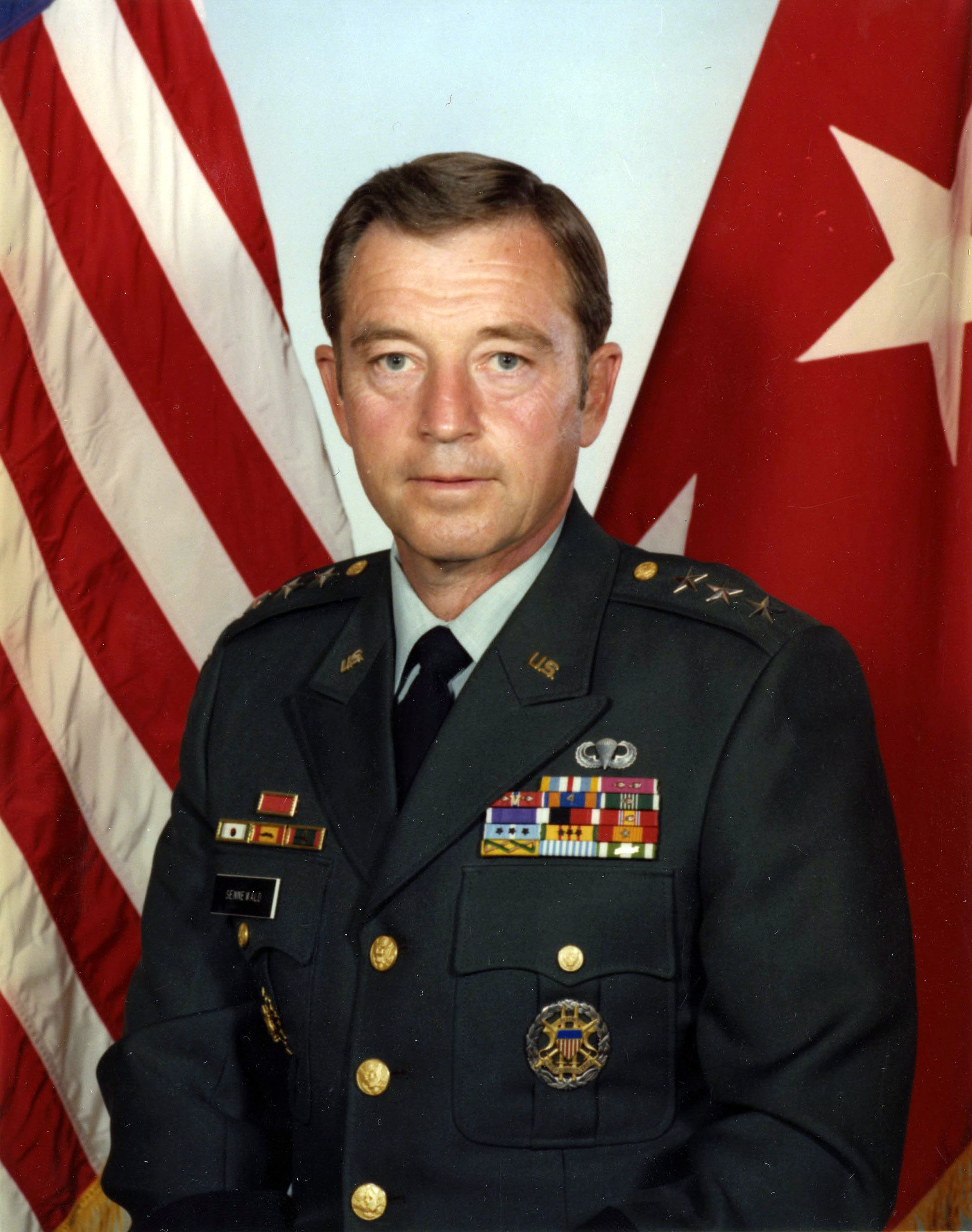
Robert W. Sennewald (1981)

Robert William Sennewald  (* 21. November 1929 in St. Louis, Missouri; † 17. März 2023 in Fort Belvoir, Fairfax County, Virginia) war ein General der United States Army. Er war unter anderem Kommandeur des United States Army Forces Commands und der 8. Armee.
Über das ROTC-Programm der Iowa State University gelangte Sennewald im Jahr 1951 in das Offizierskorps des US-Heeres. In der Armee durchlief er anschließend alle Offiziersränge vom Leutnant bis zum Vier-Sterne-General.
Im Lauf seiner militärischen Karriere absolvierte er verschiedene Kurse und Schulungen. Dazu gehörten unter anderem der Basic Officer Course, der Advanced Officer Course, die Artillery and Missile School, das Command and General Staff College und das National War College. Außerdem erhielt er einen akademischen Grad von der George Washington University.
In seinen jüngeren Jahren absolvierte er den für Offiziere in den niederen Rangstufen üblichen Dienst in verschiedenen Einheiten und Standorten. Dazu gehörten auch Aufgaben als Stabsoffizier in verschiedenen Hauptquartieren. Robert Sennewald kommandierte im Lauf seiner militärischen Dienstzeit Einheiten auf fast allen Ebenen. Gleich zu Beginn seiner Militärzeit war er im Koreakrieg eingesetzt. Danach diente er an verschiedenen Standorten in den Vereinigten Staaten und Europa.
Zwischen März 1968 und April 1969 war er im Vietnamkrieg als Bataillonskommandeur im 15. Artillerieregiment das zur 1. Infanteriedivision gehörte, eingesetzt. Anschließend nahm er unter anderem Aufgaben als Stabsoffizier im Heeresministerium und beim Joint Chiefs of Staff wahr. Zwischen Mai 1974 und Februar 1976 kommandierte er die Artillerie der 4. Infanteriedivision in Fort Carson in Colorado.
Im Mai 1976 erreichte Robert Sennewald mit seiner Beförderung zum Brigadegeneral die Generalsränge. Damals war er Abteilungsleiter in der J5 Stabsabteilung des Joint Chiefs of Staff. Im September 1978 erfolgte seine Beförderung zum Generalmajor. Gleichzeitig wurde er nach Fort Dix in New Jersey versetzt, wo er das Kommando über den US Army Training Center übernahm.
Im Jahr 1980 wurde Sennewald zum Stab der kombinierten 8. Armee, des UN-Commands und der US-Streitkräfte in Südkorea versetzt. Dort leitete er deren G3 bzw. J3 Stabsabteilung für Operationen. Im Juli 1981 erfolgte seine Beförderung zum Generalleutnant. Es folgte eine Versetzung nach Hawaii, wo er stellvertretender Kommandeur des United States Pacific Commands wurde.
Im Mai 1982 erhielt Robert Sennewald, nun im Rang eines Vier-Sterne-Generals, das Kommando über die kombinierten United States Forces Korea, der 8. Armee und des United Nations Commands. Dieses Amt bekleidete er bis zum Jahr 1984. Danach erhielt er den Oberbefehl über den United States Army Forces Command in Fort McPherson in Georgia, den er bis zum Juni 1986 innehatte. Nach dem Ende dieser Berufung schied er aus dem aktiven Militärdienst aus.
Robert Sennewald verbrachte seinen Lebensabend in Alexandria in Virginia. Er war Mitglied zahlreicher Organisationen und Vereinigungen und gründete im Jahr 1994 die Beraterfirma Sennewald Associates. Sennewald war unter anderem Vorsitzender der American Armed Forces Mutual Aid Association (AAFMAA).  Er starb am 17. März 2023 und wurde auf dem amerikanischen Nationalfriedhof Arlington beigesetzt.

## Orden und Auszeichnungen
Robert Sennewald erhielt im Lauf seiner militärischen Laufbahn unter anderem folgende Auszeichnungen:
- Defense Distinguished Service Medal
- Army Distinguished Service Medal
- Defense Superior Service Medal
- Legion of Merit
- Bronze Star Medal
- Air Medal
- Army Commendation Medal
- Purple Heart